# Davy Jones' Kiste (Pirates of the Caribbean)
Davy Jones' Kiste er et sted i Pirates of the Caribbean-serien, som ejes af Davy Jones. Den er baseret på legender fra gamle dage. 

## Davy Jones' Kiste i Pirates of the Caribbean
Davy Jones' Kiste bliver nævnt i både Pirates of the Caribbean: Den Sorte Forbandelse, Pirates of the Caribbean: Død Mands Kiste og Pirates of the Caribbean: Ved Verdens Ende.
I Pirates of the Caribbean: Den Sorte Forbandelse bliver den nævnt af Will, da han truer Barbossa med at skyde sig selv. (Nævnt i den engelske version, men ikke i de danske undertekster)

I Pirates of the Caribbean: Død Mands Kiste bliver selve kisten nævnt af Bootstrap Bill Turner, da han konfronterer Jack med Davy Jones i starten af filmen. I slutningen af filmen bliver Jack slugt af Kraken, hvorefter han lander i Davy Jones Kiste.
Interviews med folkene bag filmen afslører, at jerngrebet tager form af den ting, man frygter eller hader mest i verden. Da Jack lander i Davy Jones Kiste, tager det form af en ørken. Jack elsker det åbne hav, så sand er det han hader mest.

Det er ikke nemt at komme ind i Davy Jones Kiste, bortset fra hvis man bliver slugt af Kraken. Den eneste anden måde er, at sejle til verdens ende og ned af et kæmpe vandfald, som fører direkte ned i Davy Jones Kiste. Det er dog ikke lige så let at komme ud igen. Dog kan mand sagtens komme ud igen hvis bare man løser gåden der står på et kort som kaptajn Hector Barbossa har. Det man skal gøre er at vende skibet på hovedet ved at løbe til den ene side af skibet til den anden.